# 3929 Carmelmaria
A 3929 Carmelmaria (ideiglenes jelöléssel 1981 WG9) a Naprendszer kisbolygóövében található aszteroida. P. Jekabsons fedezte fel 1981. november 16-án.